# Hans Knudsen (arkivar)
 Der er flere personer med dette navn, se Hans Knudsen.
Hans Knudsen (10. november 1801 i Assens – 20. maj 1851 i København) var en dansk arkivar.
Hans Knudsen blev født i Assens af forældrene købmand Hans Hansen Knudsen (død 1842) og Anne født Ploug. Han dimitteredes 1820 fra Odense og lagde sig ved Københavns Universitet efter jura. Nogen afslutning på studiet opnåedes ikke, hvorimod studenterlivet fængslede den unge mand, og historiske emner fangede hans videnskabelige interesse. 1835 blev han ansat i Gehejmearkivet som kopist. Hans yndlingsemne var og blev Danmarks historiske topografi, hvortil han i arkivets samlinger fandt et utrykt materiale, som han beredte sig til at behandle. Fra Videnskabernes Selskab modtog han en understøttelse til trykning af en større prøve derpå, og han udgav som følge deraf 1834 Danmark i Middelalderen 1. hæfte, der skulle danne en indledning til værket, men som uden senere fortsættelse blev et uindfriet løfte.
Forbindelsen med det lærde selskab skaffede ham også allerede fra 1833 stillingen som medarbejder ved indsamlingen af de uddrag af trykte dokumenter, der senere udkom som Regesta diplomatica historiæ Danicæ, hvis brydsomme tilblivelseshistorie til dels skyldes forsinkelser fremkaldte ved Knudsens skrøbelige helbred. 1845 steg han i arkivet til registrator og nærede under vakancen 1847-48 måske nok håb om at blive gehejmearkivar, men indordnede sig villig og loyalt under de nye forhold.
Hans vaklende sundhed gjorde ham det måske vanskeligt at vedligeholde en altid lige vågen interesse for de mange gæsters forskellige personer og opgaver; men til gengæld blev han den kyndige vejleder for de yngre, der nu ansattes under ham i arkivet. Hans tydelige afskrifter blev et mål til efterfølgelse, og et vist kaustisk lune hos ham holdt sløvheden borte.
Hans liv hengik under trange kår, som han søgte at ophjælpe dels ved det før omtalte arbejde med Regesta, dels og især ved besørgelsen af sit Diplomatarium Christierni I. Bogen var bestemt til et led i påtænkte festligheder til minde om kongestammens 400-årige beståen; men disse forskellige ydre hensyn hindrede rigtignok værket i at blive, hvad det kunne være blevet, om det end er et fuldt gyldigt vidnesbyrd om stor omhu i detaljen. Først 1856 udkom værket.
I 1848 blev han medlem af Det kongelige danske Selskab for Fædrelandets Historie.
Sin hustru, Caroline Petrine Ivarine født Drachmann (født 1812, søster til Anders Georg Drachmann), mistede han 1845 efter 3 års ægteskab, og han selv fulgte hende i graven 1851. Han er begravet på Holmens Kirkegård.